# Acrotona nyeriensis
Acrotona nyeriensis – gatunek chrząszcza z rodziny kusakowatych i podrodziny rydzenic.
Gatunek ten opisał po raz pierwszy w 1995 roku Roberto Pace na łamach „Revue suisse de Zoologie”. Jako lokalizację typową wskazano teren parku narodowego na Mount Aberdares w Kenii. Epitet gatunkowy pochodzi od pobliskiego miasta Nyeri.
Chrząszcz o błyszczącym, wydłużonym w zarysie ciele długości 2,7 mm. Cała powierzchnia ciała jest pokryta gęstym i wyraźnym ziarenkowaniem. Brązowa głowa ma wyraźne siateczkowanie. Czułki mają żółte człony pierwszy i drugi oraz brązowe człony pozostałe. Przedplecze jest brązowe, pozbawione siateczkowania. Z kolei na brązowych pokrywach siateczkowanie jest bardzo słabo zaznaczone. Kolor odnóży jest żółtorudy. Brązowy odwłok ma wyraźne siateczkowanie na urotergitach. Genitalia samicy mają spermatekę podobną do tej u A. parasitica, jednak pokrój ciała jest u A. nyeriensis smuklejszy. Genitalia samca różnią się wyraźnie od tych u A. parasitica bardzo krótką częścią wierzchołkową edeagusa.
Owad afrotropikalny, znany wyłącznie z Kenii. Spotkany na rzędnych 2300 m n.p.m.